# Wilhelm Höschele
Ludwig Friedrich Wilhelm Höschele (* 18. Januar 1840 in Mühlacker; † 1908 in Ravensburg) war ein württembergischer Oberamtmann.

## Leben
Höschele, Sohn eines Gastwirts und evangelischer Konfession, studierte von 1858 bis 1866 Regiminalwissenschaft in Tübingen. Seit 1858 war er Mitglied der Studentenverbindung Tübinger Königsgesellschaft Roigel. Er legte 1866 die erste und 1867 die zweite höhere Dienstprüfung ab. 
1868 trat er in die württembergische Innenverwaltung ein. Er leitete als Oberamtmann das Oberamt Laupheim von 1882 bis 1890 und das Oberamt Biberach von 1890 bis 1902. 1902 trat er in den Ruhestand.

## Ehrungen
- 1892: Ritterkreuz 1. Klasse des Friedrichs-Ordens
- 1900: Karl-Olga-Medaille in Silber